# Huautla, Veracruz
Huautla är en ort i Mexiko.   Den ligger i kommunen Ixcatepec och delstaten Veracruz, i den sydöstra delen av landet, 230 km nordost om huvudstaden Mexico City. Huautla ligger 154 meter över havet och antalet invånare är 133.
Terrängen runt Huautla är platt åt nordväst, men åt sydost är den kuperad. Runt Huautla är det ganska tätbefolkat, med 67 invånare per kvadratkilometer. Närmaste större samhälle är Ixcatepec, 3,3 km sydost om Huautla. Trakten runt Huautla består till största delen av jordbruksmark.